# Arturo González
Arturo Alfonso González González, né le 5 septembre 1994 à Reynosa, est un footballeur mexicain qui évolue au poste de milieu de terrain au CF Pachuca.

## Palmarès

### En équipe nationale
- Équipe du Mexique des moins de 17 ans
  - Vainqueur de la Coupe du monde de football des moins de 17 ans en 2011